# Nicola Pistoia
Nicola Pistoia (Roma, 31 de marzo de 1954) es un actor y dramaturgo italiano.

## Biografía
Aunque nacido en Roma, Florencia se convirtió en su primera residencia laboral, gracias a su asociación con el actor y dramaturgo Pino Ammendola, con quien escribió y protagonizó un gran número de comedias. Más tarde, Pistoia dirigió una serie de obras de teatro que él mismo escribió, como Binario o Sono emozionato. También presente en largometrajes o en la televisión, en 2001 hizo su película debut como director con Stregati dalla luna, una adaptación de una de sus obras teatrales.

## Filmografía
- Little Misunderstandings (1989)
- Vietato ai minori (1992)
- Quattro bravi ragazzi (1993)
- Caro maestro (TV, 1996-1997)
- L'avvocato Porta (TV, 1997-2000)
- Finalmente soli (TV, 1999–2004)
- Viva l'Italia (2012)